# Déterminant social
Un déterminant social est une condition de vie, ayant une influence significative du point de vue statistique, sur la santé, le bien-être, ou sur le parcours de vie des individus ou de populations.
Les déterminants sociaux de santé en sont l'exemple le plus largement étudié en sciences sociales et sont vues comme ayant l'influence la plus déterminante, puisqu'ils nuisent à la santé et sont responsables de maladies, et mortalités. Ils causent des inégalités sociales.

## Définition conceptuelle
Les études les plus robustes en sciences sociales concernant les déterminants sociaux se concentrent sur les effets significatifs de ceux-ci sur les parcours de vie et sur la santé des populations,,
Les déterminants sociaux causent des inégalités sociales en matière de santé mais pas seulement.
Les déterminants dit sociaux, sont des conditions de vie qui influencent  le parcours de vie des individus et populations, et relevant spécifiquement de causes aux origines sociologiques, c'est-à-dire non pas déterminé par des facteurs physiques, ou biologiques. 
L'OMS nomme notamment ces déterminants sociaux,:
- Le genre
- L'appartenance sociale (catégorie sociale)
- Le statut social
- Le revenu, la protection sociale
- L'éducation, l'alphabétisme, la littéracie
- Le chômage et l'insécurité liée au travail
- Les conditions de travail
- Le coût de vie et de logement, le contexte de vie
- L'insécurité alimentaire
- L'enfance
- L'inclusion sociale, la discrimination
- Les conflits structurelles
- L'accès à des soins de santé de qualité
- Les habitudes de vie
- Les déterminants sociaux, biologiques et environnementaux interagissent, mais les études démontrent que les facteurs sociologiques sont des plus déterminants, tout en étant des variables sur lesquelles les politiques ont le pouvoir d'agir[3],[1]. Ils sont donc le produit de contextes sociaux et politiques[1],[2],[3].